# تيريزا روجليو
تيريزا روجليو سانشيز (بالإسبانية: Teresa Ruglio) (مواليد 1996) حاملة لقي مسابقة ملكة جمال فنزويلية مالطية التي توجت ملكة جمال ملكة جمال مالطا 2019. التي عقدت في 12 يوليو 2019 في مركز هيلتون مالطا للمؤتمرات، وستمثل مالطا في مسابقة ملكة جمال الكون 2019.

## روابط خارجية
- تيريزا روجليو على إنستغرام

| الجوائز و الإنجازات   | الجوائز و الإنجازات   | الجوائز و الإنجازات |
| --------------------- | --------------------- | ------------------- |
| سبقه Francesca Mifsud | ملكة جمال مالطا ‏ 2019 | تبعه يحدد لاحقا     |